# Can Bosc (Mieres)
Can Bosc és una masia situada al municipi de Mieres, a la comarca catalana de la Garrotxa, a una altitud de 338 msnm.